# إبر الجليد

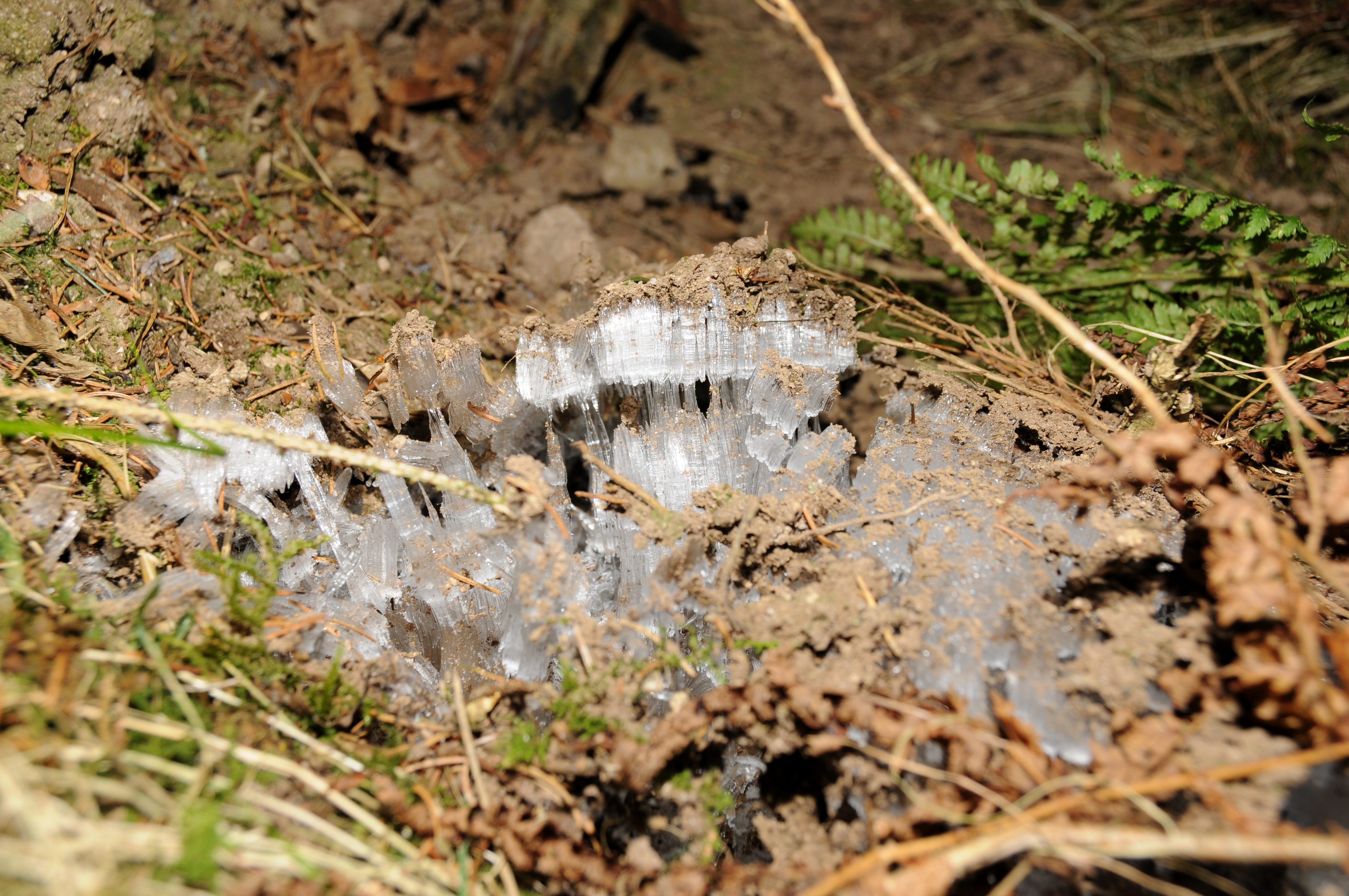
إبر الجليد تتسبب في ارتفاع جزيئات التربة

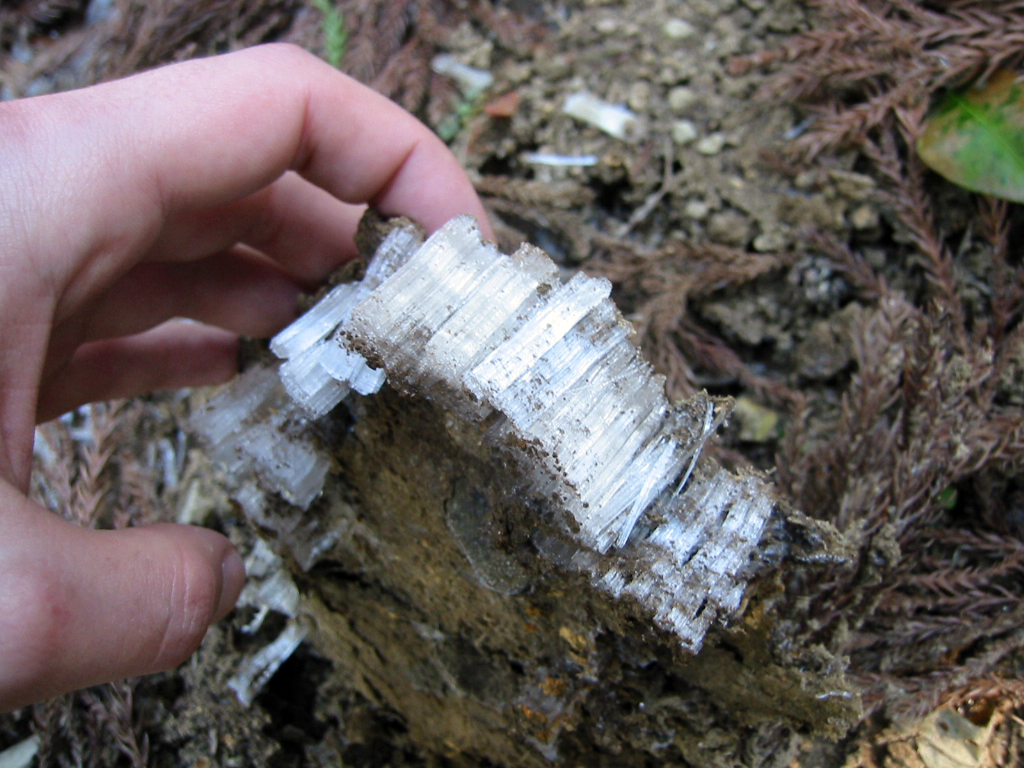
قطعة مكتظة بإبر الجليد

إبر الجليد هي ظاهرة تحدث عندما تكون درجة حرارة التربة أعلى من 0 °م (32 °ف) ودرجة حرارة سطح الهواء أقل من 0 °م (32 °ف). يتم جلب الماء الجوفي السائل إلى السطح عن طريق الخاصية الشعرية، حيث يتجمد ويساهم في تكوين عمود جليدي يشبه الإبر.
وعادة ما تكون إبر الجليد بطول بضعة سنتيمترات. وقد ترتفع خلال نموها أو تدفع بجزيئات التربة الصغيرة بعيدًا. وقد تكون إبر الجليد على السطوح المنحدرة عاملاً مساهمًا في زحف التربة.
ومن الأسماء البديلة لإبر الثلج «أعمدة الصقيع» («السايلونايس» في الألمانية)، و«عمودالصقيع»، أو «الكامايس» (مصطلح ألماني بمعنى «المشط الجليدي»)، أو «شتيغلايس» (مصطلح ألماني آخر يشير إلى الهياكل الشبيهة بساق النبات)، أو «شيمو باشيرا» (霜柱 مصطلح ياباني يعني «إبر الثلج»)، أو «بيبا كراك» (من سويدي بيبا (أنبوب وكراك (ضعيف ودقيق)، صاغها هينرك هيسلمان عام 1907).
وهناك ظاهرة مماثلة، «زهور الصقيع»، من الممكن أن تحدث في النباتات الحية أو الميتة، وبالأخص في الأخشاب.